# Chamaelimnas similis
Chamaelimnas similis är en fjärilsart som beskrevs av William Schaus 1902. Chamaelimnas similis ingår i släktet Chamaelimnas och familjen Riodinidae. Inga underarter finns listade i Catalogue of Life.